# Wielersport op de Olympische Zomerspelen 2012 – Sprint vrouwen
Op de Olympische Zomerspelen 2012 in Londen vond het wieleronderdeel sprint voor vrouwen plaats op 5, 6 en 7 augustus in het London Velopark.

## Uitslagen

### Kwalificatie
| Rang | Naam               | Land | Tijd   | Snelheid (km/h) | Opmerking |
| ---- | ------------------ | ---- | ------ | --------------- | --------- |
| 1    | Victoria Pendleton | GBR  | 10.724 | 67.139          | OR        |
| 2    | Anna Meares        | AUS  | 10.805 | 66.635          |           |
| 3    | Shuang Guo         | CHN  | 11.020 | 65.335          |           |
| 4    | Kristina Vogel     | GER  | 11.027 | 65.294          |           |
| 5    | Olga Panarina      | BLR  | 11.080 | 64.981          |           |
| 6    | Lisandra Guerra    | CUB  | 11.109 | 64.812          |           |
| 7    | Wai Sze Lee        | HKG  | 11.203 | 64.268          |           |
| 8    | Simona Krupeckaite | LTU  | 11.234 | 64.091          |           |
| 9    | Natasha Hansen     | NZL  | 11.241 | 64.051          |           |
| 10   | Ljoebov Sjoelika   | UKR  | 11.319 | 63.609          |           |
| 11   | Willy Kanis        | NED  | 11.322 | 63.593          |           |
| 12   | Monique Sullivan   | CAN  | 11.347 | 63.452          |           |
| 13   | Juliana Gaviria    | COL  | 11.376 | 63.291          |           |
| 14   | Hyejin Lee         | KOR  | 11.405 | 63.130          |           |
| 15   | Virginie Cueff     | FRA  | 11.439 | 62.942          |           |
| 16   | Grelui Larreal     | VEN  | 11.569 | 62.235          |           |
| 17   | Kayono Maeda       | JPN  | 11.600 | 62.086          |           |
| 18   | Ekaterina Gnidenko | RUS  | DSQ    | DSQ             |           |

### Eerste ronde
| Naam               | Land   | Uitslag   |
| Heat 1             | Heat 1 | Heat 1    |
| ------------------ | ------ | --------- |
| Victoria Pendleton | GBR    | Winnaar   |
| Ekaterina Gnidenko | RUS    | Verliezer |
| Heat 2             |        |           |
| Anna Meares        | AUS    | Winnaar   |
| Kayono Maeda       | JPN    | Verliezer |
| Heat 3             |        |           |
| Shuang Guo         | CHN    | Winnaar   |
| Grelui Larreal     | VEN    | Verliezer |
| Heat 4             |        |           |
| Kristina Vogel     | GER    | Winnaar   |
| Virginie Cueff     | FRA    | Verliezer |
| Heat 5             |        |           |
| Olga Panarina      | BLR    | Winnaar   |
| Hyejin Lee         | KOR    | Verliezer |
| Heat 6             |        |           |
| Lisandra Guerra    | CUB    | Winnaar   |
| Juliana Gaviria    | COL    | Verliezer |
| Heat 7             |        |           |
| Wai Sze Lee        | HKG    | Winnaar   |
| Monique Sullivan   | CAN    | Verliezer |
| Heat 8             |        |           |
| Simona Krupeckaite | LTU    | Winnaar   |
| Willy Kanis        | NED    | Verliezer |
| Heat 9             |        |           |
| Natasha Hansen     | NZL    | Verliezer |
| Ljoebov Sjoelika   | UKR    | Winnaar   |

| Naam               | Land   | Uitslag   |
| Heat 1             | Heat 1 | Heat 1    |
| ------------------ | ------ | --------- |
| Ekaterina Gnidenko | RUS    | Verliezer |
| Juliana Gaviria    | COL    | Verliezer |
| Natasha Hansen     | NZL    | Winnaar   |
| Heat 2             |        |           |
| Kayono Maeda       | JPN    | Verliezer |
| Hyejin Lee         | KOR    | Verliezer |
| Monique Sullivan   | CAN    | Winnaar   |
| Heat 3             |        |           |
| Virginie Cueff     | FRA    | Verliezer |
| Juliana Gaviria    | COL    | Verliezer |
| Willy Kanis        | NED    | Winnaar   |

### Tweede ronde
| Naam               | Land   | Uitslag   |
| Heat 1             | Heat 1 | Heat 1    |
| ------------------ | ------ | --------- |
| Victoria Pendleton | GBR    | Winnaar   |
| Willy Kanis        | NED    | Verliezer |
| Heat 2             |        |           |
| Anna Meares        | AUS    | Winnaar   |
| Monique Sullivan   | CAN    | Verliezer |
| Heat 3             |        |           |
| Shuang Guo         | CHN    | Winnaar   |
| Natasha Hansen     | NZL    | Verliezer |
| Heat 4             |        |           |
| Kristina Vogel     | GER    | Winnaar   |
| Ljoebov Sjoelika   | UKR    | Verliezer |
| Heat 5             |        |           |
| Olga Panarina      | BLR    | Verliezer |
| Simona Krupeckaite | LTU    | Winnaar   |
| Heat 6             |        |           |
| Lisandra Guerra    | CUB    | Winnaar   |
| Wai Sze Lee        | HKG    | Verliezer |

| Naam             | Land   | Uitslag   |
| Heat 1           | Heat 1 | Heat 1    |
| ---------------- | ------ | --------- |
| Willy Kanis      | NED    | Verliezer |
| Ljoebov Sjoelika | UKR    | Winnaar   |
| Wai Sze Lee      | HKG    | Verliezer |
| Heat 2           |        |           |
| Monique Sullivan | CAN    | Verliezer |
| Natasha Hansen   | NZL    | Verliezer |
| Olga Panarina    | BLR    | Winnaar   |

| Naam             | Land | Uitslag   |
| ---------------- | ---- | --------- |
| Willy Kanis      | NED  | Winnaar   |
| Wai Sze Lee      | HKG  | Verliezer |
| Monique Sullivan | CAN  | Verliezer |
| Natasha Hansen   | NZL  | Verliezer |

### Kwartfinales
| Naam               | Land   | Run 1  | Run 2  | Run 3  | Uitslag   |
| Heat 1             | Heat 1 | Heat 1 | Heat 1 | Heat 1 | Heat 1    |
| ------------------ | ------ | ------ | ------ | ------ | --------- |
| Victoria Pendleton | GBR    |        |        |        | Winnaar   |
| Olga Panarina      | BLR    |        |        |        | Verliezer |
| Heat 2             |        |        |        |        |           |
| Anna Meares        | AUS    |        |        |        | Winnaar   |
| Ljoebov Sjoelika   | UKR    |        |        |        | Verliezer |
| Heat 3             |        |        |        |        |           |
| Shuang Guo         | CHN    |        |        |        | Winnaar   |
| Lisandra Guerra    | CUB    |        |        |        | Verliezer |
| Heat 4             |        |        |        |        |           |
| Kristina Vogel     | GER    |        |        |        | Winnaar   |
| Simona Krupeckaite | LTU    |        |        |        | Verliezer |

| Naam               | Land | Uitslag   |
| ------------------ | ---- | --------- |
| Simona Krupeckaite | LTU  | Winnaar   |
| Lisandra Guerra    | CUB  | Verliezer |
| Ljoebov Sjoelika   | UKR  | Verliezer |
| Olga Panarina      | BLR  | Verliezer |

### Halve finales
| Naam               | Land   | Run 1  | Run 2  | Run 3  | Uitslag   |
| Heat 1             | Heat 1 | Heat 1 | Heat 1 | Heat 1 | Heat 1    |
| ------------------ | ------ | ------ | ------ | ------ | --------- |
| Victoria Pendleton | GBR    |        |        |        | Winnaar   |
| Kristina Vogel     | GER    |        |        |        | Verliezer |
| Heat 2             |        |        |        |        |           |
| Anna Meares        | AUS    |        |        |        | Winnaar   |
| Shuang Guo         | CHN    |        |        |        | Verliezer |

### Finales
| Naam               | Land          | Run 1         | Run 2         | Run 3         | Uitslag       |
| Gouden finale      | Gouden finale | Gouden finale | Gouden finale | Gouden finale | Gouden finale |
| ------------------ | ------------- | ------------- | ------------- | ------------- | ------------- |
| Victoria Pendleton | GBR           |               |               |               | Verliezer     |
| Anna Meares        | AUS           |               |               |               | Winnaar       |
| Bronzen finale     |               |               |               |               |               |
| Shuang Guo         | CHN           |               |               |               | Winnaar       |
| Kristina Vogel     | GER           |               |               |               | Verliezer     |

1988: Erika Salumäe ·
1992: Erika Salumäe ·
1996: Félicia Ballanger ·
2000: Félicia Ballanger ·
2004: Lori-Ann Muenzer ·
2008: Victoria Pendleton · 
2012: Anna Meares · 
2016: Kristina Vogel · 
2020: Kelsey Mitchell · 
2024: Ellesse Andrews